# Федоренко Анатолій Миколайович
Анатолій Миколайович Федоренко (нар. 1951) — український діяч, 1-й секретар Першотравневого районного комітету КПУ міста Чернівців, секретар Чернівецького обкому КПУ.

## Життєпис
Працював робітником, шляховим майстром, начальником дільниці, старшим інженером 11-ї дистанції шляхів Львівської залізниці.
Освіта вища, інженер шляхів сполучення-будівельник. 
Член КПРС з 1978 року.
У 1980-х роках — секретар парткому, інструктор, 2-й секретар Першотравневого районного комітету КПУ міста Чернівців. До 1987 році — голова виконавчого комітету Першотравневої районної ради народних депутатів міста Чернівців.
У 1987 — червні 1990 року — 1-й секретар Першотравневого районного комітету КПУ міста Чернівців. Одночасно, з травня 1990 року — голова Першотравневої районної ради народних депутатів міста Чернівців.
2 червня 1990 — 1991 року — секретар Чернівецького обласного комітету КПУ.
Подальша доля невідома.